# Bora Đorđević
Borisav »Bora« Đorđević, znan tudi kot Bora Čorba, srbski pevec, tekstopisec in pesnik, * 1. november 1952, Čačak, † 4. september 2024, Ljubljana.
Bil je glavni pevec in besedilopisec srbske rock glasbene skupine Riblja čorba. Znan je bil po prepoznavnih poetičnih besedilih in hripavem baritonu ter je veljal za enega najboljših in najvplivnejših avtorjev srbske in jugoslovanske rock glasbene scene.

## Biografija

### Zgodnje življenje
Đorđevićev oče Dragoljub je bil strojnik, mama Nerandža pa profesorica srbščine. Odraščal je v Čačku, kjer je tudi končal osnovno šolo. Ko je bil star 13 let, je ustanovil svojo prvo glasbeno zasedbo Hermelini z Borkom Ilićem (glavna kitara), Prvoslavom Savićem (ritem kitara) in Acom Dimitrijevićem (bobni). Đorđević je igral bas kitaro, na zvok skupine pa je vplivala zagrebška beat skupina Roboti. Dve leti pozneje je Đorđević bas kitaro zamenjal za ritem kitaro in začel pisati pesmi. Ena njegovih prvih pesmi je bila »Moje tuge«, ki so jo kasneje posneli in izdali na Suncokretovem prvem singlu »Kara Mustafa«/»Moje tuge«, prav tako pa je bila vključena v njihov prvi album Moje bube. Po Hermelinih je Đorđević igral s številnimi čačanskimi zasedbami: Vesnici ljubavi, Safiri, Dečaci sa Morave in Čačanski plemići. Nekaj časa je bil član skupine PORS (Poslednji Ostatak Romantičnog Sveta) z Radomirjem Mihailovićem Točakom na kitari.
Hkrati je Đorđević kot najstnik skupaj s skupino prijateljev začel krasti in vlamljati v stanovanja po Čačku. Del nakradenega premoženja so porabili za nakup glasbene opreme. Po treh letih vlamljanja so bili aretirani in Đorđević je preživel en teden v priporu. Sodišče mu je odredilo »poostren nadzor staršev in občasni nadzor socialne službe«. Ko so ga izpustili iz pripora, so ga takoj izključili iz gimnazije, ki jo je obiskoval.
Đorđevićevi starši so se odločili za selitev v Beograd, kjer se je vpisal na peto beograjsko gimnazijo. Po prihodu v Beograd se tri leta ni ukvarjal z glasbo. Z devetnajstimi leti je Đorđević opravil avdicijo v gledališču Atelje 212 za uprizoritev rock opere Isus Hristos Superstar, v kateri je dobil eno od apostolskih vlog. Predstava, v kateri je v glavni vlogi Jezusa Kristusa nastopal Zlatko Pejaković,  Branko Milićević kot Poncij Pilat in Srđan Marjanović kot eden od duhovnikov, je bila premierno uprizorjena junija 1972. Do junija 1973 so jo odigrali 21-krat.
Đorđević je še naprej igral v gledališču, večinoma kot statist, nastopal je v predstavah Ateljeja 212 Purpurno ostrvo, Tom Pejn in Caca u metrou.

### Zgodnja glasbena kariera
Konec marca 1973 je dvajsetletni Đorđević s tremi vokalistkami – Ivano Kačunković ter dvojčicama Vukico »Viki« in Gordano »Goco« Stefanović – in klaviaturistom Đorđem Petrovićem (vsi so bili študentje) ustanovil akustično rock zasedbo Zajedno. Sprva je skupina snemala predvsem napevke za radijske oddaje. Na povabilo igralca Zorana Radmilovića, ki ga je Đorđević spoznal že v Ateljeju 212, se je skupina pridružila konceptualni gledališki turneji z imenom Selu u pohode. Ta nekoliko hipijevska turneja je poleti 1973 obiskala številne oddaljene vasi SR Srbije, da bi prebivalce izpostavila različnim oblikam umetnosti in kulture, kot je akustična glasba, slikarstvo in gledališče.
Prvi material skupine Zajedno, sedempalčni singel s skladbama »Vizija« in »Goro moja«, je leta 1974 izdal PGP RTB. Đorđević je zložil glasbo za skladbo na A-strani, medtem ko je skladba na B-strani uporabila besedila iz istoimenske pesmi Alekse Šantića. Singel, ki ga je radijec Zoran Modli v spremni besedi primerjal s prvim singlom YU Grupe izpred štirih let, je skupini prinesel nekaj malega prepoznavnosti. Maja 1974 so člani Zajedno napisali glasbo za gledališko predstavo Ateljeja 212 Bonton (ili kako se ponašati prema osobama suprotnog pola), v kateri sta igrala Feđa Stojanović in Ružica Sokić. Predstava je bila do zadnje izvedbe maja 1976 odigrana 43-krat, nekateri člani Zajedno vključno z Đorđevićem pa so se pojavili na odru v vlogah pevcev in glasbenikov.
Vzporedno z Zajedno je mladi Đorđević imel številne postranske službe. Bil je del produkcijske ekipe oddaje Veče uz radio Radia Beograd, ki sta jo ustvarjala, vodila in producirala jugoslovanska pionirja rock'n'roll medijev Nikola Karaklajić in Peca Popović. Poleg tega je poročal s festivalov akustične glasbe v Sivcu, pisal članke za revijo Džuboks o jugoslovanski akustični rock sceni in napisal številne napevke za Beograd 202 in Studio B.
Đorđević je skupino Zajedno zapustil konec leta 1974.

#### Suncokret
Januarja 1975 je Đorđević ustanovil akustično rock glasbeno skupino Suncokret. Priljubljenost so si pridobili s folk rock repertoarjem in Đorđevićevimi šaljivimi besedili.
Skupina je sodelovala z Zoranom Modlijem, s katerim se je Đorđević seznanil že ob nastajanju prvega singla skupine Zajedno. Suncokret in Modli sta izdala sedempalčni singel »Na putu za Stambol«/»Anđelija, čuvaj se Turaka« pod imenom Hajduk Stanko in Jataci. Še en singel z Modlijem, »Rock and roll duku duku«/»Gili, gili bluz«, je izšel pod imenom Zoran Modli i Suncokret.
S Suncokretom je Đorđević posnel še tri single in album Moje bube.

#### Rani mraz
Đorđević je skupino Suncokret zapustil, potem ko je zavrnila izvedbo njegove pesmi »Lutka sa naslovne strane«. Sprejel je povabilo Đorđa Balaševića in skupaj z drugo nekdanjo članico Suncokreta, pevko Biljo Krstić, postal član Balaševićeve skupine Rani mraz. Balašević, Đorđević, Krstićeva in Verica Todorović so tvorili najbolj znano, a kratkotrajno zasedbo Ranega mraza. Ta zasedba je posnela znamenito pesem »Računajte na nas«, ki je opevala socializem z drugačne perspektive kot običajni socialistični realizem in kmalu postala himna jugoslovanske mladine. Ta zasedba je posnela tudi singel s skladbama »Oprosti mi, Katrin« in »Život je more«.

### Riblja čorba
Po nastopu na glasbenem festivalu v Splitu in po le petinštiridesetih dneh v bendu je Đorđević zapustil Rani mraz in se vrnil v Beograd. Po povratku je skupaj s člani SOS Mišo Aleksićem, Rajkom Kojićem in Vickom Milatovićem ustanovil hard rock glasbeno skupino Ribljo čorbo. Njihov prvi studijski album Kost u grlu je doživel velik uspeh in skupina je v nekaj mesecih postala zelo priljubljena. Priljubljenost skupine je naraščala, vendar se je začela izražati tudi v Đorđevićevem alkoholizmu, kar ga je poleg njegovih provokativnih besedil, povezanih z družbo, naredilo enega najkontroverznejših glasbenikov v Jugoslaviji. Od začetka do danes je ostal frontman in vodja Riblje čorbe.

### Samostojni projekti
Iz Đorđevićevega akustičnega nastopa z Arsenom Dedićem v gledališču Terazije leta 1987 je nastal slavni bootleg album Arsen & Bora Čorba Unplugged `87. Posnetek njegovega pesniškega večera je leta 1988 izšel pod naslovom Bora priča gluposti. Leta 1996 je izdal album Njihovi dani, v katerem je izrazil nasprotovanje Miloševiću.

### Gostovanja in sodelovanja
Đorđević je gostoval pri številnih projektih. S kninsko zasedbo Minđušari je posnel kontroverzni pesmi »E, moj druže zagrebački« in »Ljetovanje«, izdane na njihovem albumu Armija srpska leta 1993. Pesmi je posnel tudi s skupinami Bijelo dugme, Balkan, Kerber, z Zoranom Predinom, Arsenom Dedićem, Rambom Amadeusom, Biljano Krstić, Dejanom Cukićem, Vladom in Bajkom ter drugimi. Sodeloval je tudi pri snemanju kultnega kompilacijskega albuma Paket aranžman. Pesmi je pisal za Zdravka Čolića, Bisero Veletanlić, Generacijo 5, Đorđa Marjanovića, Nedo Ukraden, Rajka Kojića, Dušana Prelevića, Oliverja Mandića, Šabana Šaulića, Poslednjo igro leptira, Denis & Denis, Viktorijo, Željka Bebeka, Lepo Breno, Ceco Ražnatović, Zano, Prljavega inspektorja Blažo i Kljunove, Baja Malega Knindžo, Nedeljka Bajića Bajo in veliko drugih.

### Literarna dela
Đorđević je leta 1985 izdal svojo prvo knjigo pesmi Ravnodušan prema plaču.
Leta 1987 je izdal svojo drugo knjigo Hej, Sloveni in leta 1988 postal član Društva književnikov Srbije (UKS). Po legendi je Đorđević prošnjo za članstvo napisal na namizni prtiček. Nekateri člani Društva književnikov Srbije njegovega članstva niso dobro sprejeli.
Izdal je še osem knjig:
- Prvih deset godina je najteže
- Neću
- Psihopata i lopata
- Srbi bez muke
- Brebusi
- Šta je pesnik hteo da kaže
- Debela tragedija
- Pusto ostrvo (Andrićeva nagrada, 2018)

### Politika in polemike
Zaradi provokativnih družbenih in političnih besedil, podpore srbskemu nacionalizmu, nasprotovanja komunizmu, podpore in potem nasprotovanju Slobodanu Miloševiću in politične vpletenosti s članstvom v Demokratski stranki Srbije je bil Đorđević predmet številnih polemik:
- Leta 1984 so po izidu albuma Večeras vas zabavljaju muzičari koji piju državni cenzorji označili pesmi »Mangupi vam kvare dete« in »Besni psi« za etično nesprejemljivi. »Besni psi« je povzročila mednarodni škandal. Zaradi besedila »Grčki šverceri, arapski studenti, negativni elementi, maloletni delikventi i besni psi« so veleposlaništva treh arabskih držav in Zaira vložila protestno noto in se pritoževala, da je Đorđević izenačil tuje študente s steklimi psi. Jugoslovansko ministrstvo za kulturo je naročilo strokovno analizo pesmi.
- Leta 1985 je založba Jugoton zavrnila objavo štirih pesmi na albumu Riblje čorbe Istina, zaradi česar se je skupina vrnila k PGP-RTB, ki je zavrnila snemanje samo ene pesmi, »Snage opozicije«. Ta ni bila uradno objavljena do izdaje kompilacijskega albuma Treći srpski ustanak leta 1997.
- Leta 1987 so Đorđevića obtožili, da je med branjem pesmi v Sava Centru »vznemiril javnost«, vendar so obtožbe zavrgli, ker so bile pesmi, ki jih je bral, že objavljene v njegovih knjigah in v različnih revijah.
- Leta 1988 je bil po branju pesmi v Baru obtožen, da je »žalil delovno ljudstvo Jugoslavije«, vendar so tudi to obtožbo opustili.
- Leta 1989 je v beograjski reviji Duga objavil objavil "pesem" v kateri je problematiziral Slovence in njihovo željo po odcepitvi z naslovom Oće da se ocepe:

Oće da se ocepe bečki konjušari.

Pa, neka se ocepe, šta će nam, u stvari.

Oće da se ocepe bečki kočijaši.

Pa neka se ocepe, kad nisu naši.

Zbogom lipicaneri i Postojinska jamo, Bohinji i Bledovi, koji ću tamo.

Zadržite Triglave i brda kod Kranja, planinare, smučare i ostala sranja.

Pa veselo jodlujte i igrajte šotu, ne treba mi ništa vaše u životu.

Daćemo vam Kardelja, to je vaša loza, daćemo vam Krško i Josipa Broza.
Ideje pesmi je večkrat ponovil, tudi v svojih predstavah Bora priča gluposti (1991) in Bečki koktel (1992).
Zaradi svojih izjav je v Sloveniji zaradi velikega odpora, predvsem desno usmerjene scene, naslednjič nastopil šele 25. marca 2002 v Hali Tivoli.
- Pred začetkom vojne v Jugoslaviji je bil glasen podpornik Slobodana Miloševića, prepričan je bil da gre za odličnega človeka, ki ve, kaj hoče, in ki to zna izpeljati.[10][11].
- Po izbruhu jugoslovanskih vojn je Đorđević postal glasen podpornik srbskih čet v Republiki Srbski in Republiki Srbski Krajini, kar je izrazil s kontroverznima pesmima »E, moj druže zagrebački« (ki jo je posnel kot odgovor na pesem Jure Stublića »E, moj druže beogradski«) in »Ljetovanje« z Minđušari, hkrati pa je močno nasprotoval tudi takratnemu srbskemu predsedniku Slobodanu Miloševiću in njegovi upravi. Svoj odnos do njih je pokazal s številnimi protivladnimi pesmimi, izdanih na albumih Riblje čorbe Zbogom, Srbijo, Ostalo je ćutanje in Nojeva barka ter na albumu Njihovi dani v svojem imenu leta 1996. Leta 1997 je Riblja čorba izdala kompilacijski album Treći srpski ustanak z izborom političnih pesmi Riblje čorbe, posnetih in izdanih med letoma 1981 in 1997.
- Po zamenjavi oblasti v Srbiji je leta 2004 postal namestnik ministra za kulturo v vladi Dragana Kojadinovića, vendar je bil čez eno leto prisiljen odstopiti s položaja, potem ko je novinarje televizijske postaje B92 obtožil izdaje in protisrbske politike.[12][13]
- Na pravoslavni praznik krstovdan septembra 2012 je v cerkvi Svetog Ilije preroka v vasi Ba zaprisegel kot četniški vojvoda, dobil je tudi plaketo v obliki granate in kokardo.[14]
- Aprila 2019 je Đorđević skupaj z drugimi člani Riblje čorbe igral na javnem zborovanju v podporo predsedniku Aleksandru Vučiću. Sledile so medijske polemike in deljena mnenja o Đorđevićevi udeležbi na takšnem dogodku. Đorđević se je zagovarjal, da ni član ali podpornik nobene politične stranke v Srbiji in da je sodeloval zgolj iz domoljubnih razlogov.[15]

## Zasebno življenje
Leta 1977 se je Bora Đorđević poročil z Dragano Đorđević, s katero ima enega sina in eno hčer. Po 30 letih zakona sta se februarja 2007 ločila. Kmalu po ločitvi je Dragana 23. marca 2007 storila samomor z zaužitjem alkohola in drog.
Leta 2009 se je Đorđević poročil z osemindvajset let mlajšo Aleksandro Savić, ki jo je spoznal leta 2007 na turneji z Ribljo čorbo po ZDA. Od nje se je ločil aprila 2014, po manj kot petih letih zakona.
Kmalu zatem je Đorđević potrdil govorice, da ima novo partnerko, Dubravko Milatović iz Slovenije. Maja 2016 sta se poročila. Številne pesmi na najnovejšem studijskem albumu Riblje čorbe Da tebe nije je Đorđević posvetil svoji tretji ženi. Na naslovnici albuma je tudi njena narisana podoba. Od poroke z Milatovićevo Đorđević je živel in deloval med Beogradom in Ljubljano.
Umrl je v 72. letu starosti zaradi zapletov kronične obstruktivne pljučne bolezni. Pred tem je izrazil željo, naj telo pokopljejo v Čačku, v Ljubljani pa naj ostane srce.

## Diskografija

### Zajedno

#### Singli
- »Vizija«/»Goro moja« (1974)

### Suncokret

#### Albumi
- Moje bube (1977)

#### Singli
- »Kara Mustafa«/»Moje tuge« (1975)
- »Gde ćeš biti, lepa Kejo«/»Pusto more, pusti vali« (1976)
- »Rock 'n' Roll duku duku«/»Gili gili blues« (1976)
- »Oj, nevene«/»Tekla voda« (1976)

### Rani mraz

#### Singli
- »Računajte na nas«/»Strašan žulj« (1978)
- »Oprosti mi Katrin«/»Život je more« (1978)

### Riblja čorba
- Kost u grlu (1979)
- Pokvarena mašta i prljave strasti (1981)
- Mrtva priroda (1981)
- Buvlja pijaca (1982)
- Večeras vas zabavljaju muzičari koji piju (1984)
- Istina (1985)
- Osmi nervni slom (1986)
- Ujed za dušu (1987)
- Priča o ljubavi obično ugnjavi (1988)
- Koza nostra (1990)
- Labudova pesma (1992)
- Zbogom, Srbijo (1993)
- Ostalo je ćutanje (1996)
- Treći srpski ustanak (1997)
- Nojeva barka (1999)
- Pišanje uz vetar (2001)
- Ovde (2003)
- Trilogija 1: Nevinost bez zaštite (2005)
- Trilogija 2: Devičanska ostrva (2006)
- Trilogija 3: Ambasadori loše volje (2006)
- Minut sa njom (2009)
- Uzbuna! (2012)
- Da tebe nije (2019)

### Solo

#### Studijski albumi
- Njihovi dani (1996)

#### Albumi v živo
- Arsen & Bora Čorba Unplugged `87 (z Arsenom Dedićem, 1987)
- Bora priča gluposti (1988)